# Робер-Бурасса (водосховище)
Водосховище Робер-Бурасса (фр. Réservoir Robert-Bourassa) — водосховище північний Квебек, Канада. Споруджено у 1974–1978 роках в рамках проекту Затока Джеймс і забезпечує водою ГЕС Робер-Бурасса і ГЕС Ла-Гранд-2-A. Водосховище утворено греблею Робер-Бурасса та ще 31 дамбою на річці Ла-Гранд.
- Максимальна площа — 2835 км²,
- Рівень дзеркала над рівнем моря — 168 м — 175 м.[1]
- Об'єм — 61,7 км³
- Корисний об'єм — 19,4 км³[2]